# 韓湘水博園
韓湘水博園是位於中華人民共和國上海市閔行區马桥镇江川路3805號的一個水生態園林，是國家3A級旅遊景區，建於21世紀00年代，佔地758畝，園林內有600餘棵古樹、25座古橋以及一些仿古建築。水博園內分為古生態園區、古文化園區和鄉村觀光樂園。